# Пак Кьон Хун
Пак Кьон Хун (кор. 박경훈, нар. 19 січня 1961) — південнокорейський футболіст, що грав на позиції захисника. Згодом — футбольний тренер.
Протягом усієї клубної кар'єри виступав за клуб «ПОСКО Атомс», також грав за національну збірну Південної Кореї.

## Клубна кар'єра
Народився 19 січня 1961 року. Займався футболом в університетській команді Університету Ханьян.
У професійному футболі дебютував 1984 року виступами за команду клубу «ПОСКО Атомс», кольори якої і захищав протягом усієї своєї кар'єри гравця, що тривала дев'ять років.

## Виступи за збірну
1981 року, ще граючи за університетську команду, дебютував в офіційних матчах у складі національної збірної Південної Кореї. Протягом кар'єри у національній команді, яка тривала 10 років, провів у формі головної команди країни 94 матчі, забивши 1 гол.
У складі збірної був учасником чемпіонату світу 1986 року у Мексиці, чемпіонату світу 1990 року в Італії. Також брав участь у футбольному турнірі домашніх для корейців літніх Олімпійських ігор 1988 року.

## Тренерська робота
Завершивши виступи на футбольному полі, перейшов на тренерську роботу, працював асистентом головного тренера у низці команд.
2004 року очолив юнацьку збірну Південної Кореї, з якою працював до 2007 року.
Протягом 2010—2014 років був головним тренером команди клубу «Чеджу Юнайтед».
| Дата       | Місто             | Господарі         | Результат             | Гості             | Турнір                     | Голи | Примітки |
| ---------- | ----------------- | ----------------- | --------------------- | ----------------- | -------------------------- | ---- | -------- |
| 11-2-1981  | Мехіко            | Мексика           | 4 – 0                 | Південна Корея    | товариський матч           | -    | 45'      |
| 24-4-1981  | Ель-Кувейт        | Південна Корея    | 5 – 1                 | Таїланд           | Відбір до ЧС 1982          | -    |          |
| 29-4-1981  | Ель-Кувейт        | Кувейт            | 2 – 0                 | Південна Корея    | Відбір до ЧС 1982          | -    | 79'      |
| 17-6-1981  | Чонджу            | Південна Корея    | 2 – 0                 | Малайзія          | Кубок Президента 1981      | -    |          |
| 21-6-1981  | Пусан             | Південна Корея    | 2 – 0                 | Японія            | Кубок Президента 1981      | -    |          |
| 17-8-1981  | Джакарта          | Південна Корея    | 2 – 0                 | Таїланд           | Турнір річниці Джакарти    | -    |          |
| 20-8-1981  | Джакарта          | Індонезія         | 0 – 1                 | Південна Корея    | Турнір річниці Джакарти    | -    |          |
| 4-9-1981   | Куала-Лумпур      | Південна Корея    | 2 – 0                 | Сінгапур          | Pestabola Merdeka 1981     | -    |          |
| 13-9-1981  | Куала-Лумпур      | Південна Корея    | 1 – 1                 | Ірак              | Pestabola Merdeka 1981     | -    | 62'      |
| 16-9-1981  | Куала-Лумпур      | Таїланд           | 1 – 1                 | Південна Корея    | Pestabola Merdeka 1981     | -    |          |
| 7-3-1982   | Багдад            | Ірак              | 3 – 0                 | Південна Корея    | товариський матч           | -    |          |
| 10-3-1982  | Багдад            | Ірак              | 1 – 1                 | Південна Корея    | товариський матч           | -    |          |
| 8-5-1982   | Бангкок           | Південна Корея    | 1 – 0                 | Індонезія         | Кубок Короля 1982          | -    |          |
| 9-5-1982   | Бангкок           | Таїланд           | 0 – 3                 | Південна Корея    | Кубок Короля 1982          | -    |          |
| 10-5-1982  | Бангкок           | Південна Корея    | 2 – 0                 | Індонезія         | Кубок Короля 1982          | -    |          |
| 17-5-1982  | Бангкок           | Таїланд           | 0 – 0 д.ч. (4-3 п.п.) | Південна Корея    | Кубок Короля 1982          | -    |          |
| 7-6-1982   | Сеул              | Південна Корея    | 3 – 0                 | Індонезія         | Кубок Президента 1982      | -    |          |
| 9-6-1982   | Пусан             | Південна Корея    | 1 – 0                 | Індія             | Кубок Президента 1982      | -    |          |
| 11-6-1982  | Кванджу           | Південна Корея    | 3 – 0                 | Бахрейн           | Кубок Президента 1982      | -    | 22'      |
| 21-11-1982 | Нью-Делі          | Південна Корея    | 3 – 0                 | Південний Ємен    | Літні Азійські ігри 1982   | -    |          |
| 23-11-1982 | Нью-Делі          | Іран              | 1 – 0                 | Південна Корея    | Літні Азійські ігри 1982   | -    |          |
| 25-11-1982 | Нью-Делі          | Японія            | 2 – 1                 | Південна Корея    | Літні Азійські ігри 1982   | -    |          |
| 6-3-1983   | Токіо             | Японія            | 1 – 1                 | Південна Корея    | Щорічний матч Корея-Японія | -    |          |
| 6-6-1983   | Сувон             | Південна Корея    | 4 – 0                 | Таїланд           | Кубок Президента 1983      | -    |          |
| 8-6-1983   | Сеул              | Південна Корея    | 1 – 0                 | Нігерія           | Кубок Президента 1983      | -    |          |
| 12-6-1983  | Чонджу            | Південна Корея    | 3 – 0                 | Індонезія         | Кубок Президента 1983      | -    |          |
| 15-6-1983  | Сеул              | Південна Корея    | 1 – 0                 | Гана              | Кубок Президента 1983      | -    |          |
| 29-7-1983  | Лос-Анджелес      | Гватемала         | 1 – 1                 | Південна Корея    | товариський матч           | -    |          |
| 3-8-1983   | Гватемала (місто) | Гватемала         | 2 – 1                 | Південна Корея    | товариський матч           | -    |          |
| 9-8-1983   | Сан-Хосе          | Коста-Рика        | 1 – 1                 | Південна Корея    | товариський матч           | -    |          |
| 4-10-1984  | Сеул              | Південна Корея    | 5 – 0                 | Камерун           | товариський матч           | -    |          |
| 10-10-1984 | Колката           | Південна Корея    | 6 – 0                 | Північний Ємен    | Відбір до Кубка Азії 1984  | -    |          |
| 13-10-1984 | Колката           | Пакистан          | 0 – 6                 | Південна Корея    | Відбір до Кубка Азії 1984  | -    |          |
| 16-10-1984 | Колката           | Південна Корея    | 0 – 0                 | Малайзія          | Відбір до Кубка Азії 1984  | -    |          |
| 19-10-1984 | Колката           | Індія             | 0 – 1                 | Південна Корея    | Відбір до Кубка Азії 1984  | -    |          |
| 2-12-1984  | Сінгапур          | Саудівська Аравія | 1 – 1                 | Південна Корея    | Кубок Азії 1984 - 1-й етап | -    |          |
| 5-12-1984  | Сінгапур          | Південна Корея    | 0 – 0                 | Кувейт            | Кубок Азії 1984 - 1-й етап | -    |          |
| 7-12-1984  | Сінгапур          | Сирія             | 1 – 0                 | Південна Корея    | Кубок Азії 1984 - 1-й етап | -    |          |
| 10-12-1984 | Сінгапур          | Катар             | 0 – 1                 | Південна Корея    | Кубок Азії 1984 - 1-й етап | -    |          |
| 2-3-1985   | Катманду          | Непал             | 0 – 2                 | Південна Корея    | Відбір до ЧС 1986          | -    |          |
| 10-3-1985  | Куала-Лумпур      | Малайзія          | 1 – 0                 | Південна Корея    | Відбір до ЧС 1986          | -    |          |
| 6-4-1985   | Сеул              | Південна Корея    | 4 – 0                 | Непал             | Відбір до ЧС 1986          | -    |          |
| 19-5-1985  | Сеул              | Південна Корея    | 2 – 0                 | Малайзія          | Відбір до ЧС 1986          | -    |          |
| 8-6-1985   | Кванджу           | Південна Корея    | 3 – 0                 | Бахрейн           | Кубок Президента 1985      | -    | 45'      |
| 26-10-1985 | Токіо             | Японія            | 1 – 2                 | Південна Корея    | Відбір до ЧС 1986          | -    |          |
| 3-11-1985  | Сеул              | Південна Корея    | 1 – 0                 | Японія            | Відбір до ЧС 1986          | -    |          |
| 3-12-1985  | Лос-Анджелес      | Мексика           | 2 – 1                 | Південна Корея    | товариський матч           | -    | 45'      |
| 8-12-1985  | Ірапуато          | Угорщина          | 1 – 0                 | Південна Корея    | Турнір у Мексиці           | -    |          |
| 11-12-1985 | Гвадалахара       | Мексика           | 2 – 1                 | Південна Корея    | Турнір у Мексиці           | -    |          |
| 13-12-1985 | Мехіко            | Південна Корея    | 2 – 0                 | Алжир             | Турнір у Мексиці           | -    |          |
| 9-2-1986   | Гонконг           | Гонконг           | 0 – 2                 | Південна Корея    | Турнір у Гонконзі          | -    |          |
| 2-6-1986   | Мехіко            | Аргентина         | 3 – 1                 | Південна Корея    | ЧС 1986 - 1-й етап         | -    |          |
| 5-6-1986   | Мехіко            | Південна Корея    | 1 – 1                 | Болгарія          | ЧС 1986 - 1-й етап         | -    |          |
| 10-6-1986  | Пуебла            | Південна Корея    | 2 – 3                 | Італія            | ЧС 1986 - 1-й етап         | -    | 35'      |
| 20-9-1986  | Пусан             | Південна Корея    | 3 – 0                 | Індія             | Літні Азійські ігри 1986   | -    |          |
| 24-9-1986  | Пусан             | Південна Корея    | 0 – 0                 | Бахрейн           | Літні Азійські ігри 1986   | -    |          |
| 28-9-1986  | Пусан             | КНР               | 2 – 4                 | Південна Корея    | Літні Азійські ігри 1986   | -    |          |
| 3-10-1986  | Сеул              | Індонезія         | 0 – 4                 | Південна Корея    | Літні Азійські ігри 1986   | -    | 43'      |
| 14-6-1987  | Теджон            | Південна Корея    | 4 – 2                 | Таїланд           | Кубок Президента 1987      | -    |          |
| 17-12-1987 | Куала-Лумпур      | Малайзія          | 0 – 1                 | Південна Корея    | Pestabola Merdeka 1987     | -    |          |
| 6-1-1988   | Доха              | Південна Корея    | 1 – 1 д.ч. (4-3 п.п.) | Єгипет            | Афро-Азійський Кубок 1988  | -    |          |
| 26-10-1988 | Токіо             | Японія            | 0 – 1                 | Південна Корея    | Щорічний матч Корея-Японія | -    |          |
| 3-12-1988  | Доха              | ОАЕ               | 0 – 1                 | Південна Корея    | Кубок Азії 1988 - 1-й етап | -    |          |
| 5-12-1988  | Доха              | Південна Корея    | 2 – 0                 | Японія            | Кубок Азії 1988 - 1-й етап | -    |          |
| 9-12-1988  | Доха              | Катар             | 2 – 3                 | Південна Корея    | Кубок Азії 1988 - 1-й етап | -    |          |
| 14-12-1988 | Доха              | Південна Корея    | 2 – 1                 | КНР               | Кубок Азії 1988 - півфінал | -    |          |
| 18-12-1988 | Доха              | Південна Корея    | 0 – 0 д.ч. (3-4 п.п.) | Саудівська Аравія | Кубок Азії 1988 - фінал    | -    |          |
| 25-5-1989  | Сеул              | Південна Корея    | 9 – 0                 | Непал             | Відбір до ЧС 1990          | -    |          |
| 3-6-1989   | Сінгапур          | Непал             | 0 – 4                 | Південна Корея    | Відбір до ЧС 1990          | 1    |          |
| 5-6-1989   | Сінгапур          | Малайзія          | 0 – 3                 | Південна Корея    | Відбір до ЧС 1990          | -    |          |
| 7-6-1989   | Сінгапур          | Сінгапур          | 0 – 3                 | Південна Корея    | Відбір до ЧС 1990          | -    | 67'      |
| 10-8-1989  | Лос-Анджелес      | Мексика           | 4 – 2                 | Південна Корея    | Кубок Marlboro 1989        | -    |          |
| 13-8-1989  | Лос-Анджелес      | США               | 1 – 2                 | Південна Корея    | Кубок Marlboro 1989        | -    |          |
| 13-10-1989 | Сінгапур          | Південна Корея    | 0 – 0                 | Катар             | Відбір до ЧС 1990          | -    |          |
| 16-10-1989 | Сінгапур          | Південна Корея    | 1 – 0                 | Північна Корея    | Відбір до ЧС 1990          | -    |          |
| 20-10-1989 | Сінгапур          | КНР               | 0 – 1                 | Південна Корея    | Відбір до ЧС 1990          | -    |          |
| 25-10-1989 | Сінгапур          | Саудівська Аравія | 0 – 2                 | Південна Корея    | Відбір до ЧС 1990          | -    |          |
| 28-10-1989 | Сінгапур          | ОАЕ               | 1 – 1                 | Південна Корея    | Відбір до ЧС 1990          | -    |          |
| 12-6-1990  | Верона            | Бельгія           | 2 – 0                 | Південна Корея    | ЧС 1990 - 1-й етап         | -    |          |
| 17-6-1990  | Удіне             | Південна Корея    | 1 – 3                 | Іспанія           | ЧС 1990 - 1-й етап         | -    | 68'      |
| 21-6-1990  | Удіне             | Південна Корея    | 0 – 1                 | Уругвай           | ЧС 1990                    | -    |          |
| 27-7-1990  | Пекін             | Південна Корея    | 2 – 0                 | Японія            | Кубок Династії 1990        | -    | 67'      |
| 29-7-1990  | Пекін             | Південна Корея    | 1 – 0                 | Північна Корея    | Кубок Династії 1990        | -    |          |
| 31-7-1990  | Пекін             | Південна Корея    | 1 – 0                 | КНР               | Кубок Династії 1990        | -    | 76'      |
| 3-8-1990   | Пекін             | КНР               | 1 – 1 д.ч. (4-5 п.п.) | Південна Корея    | Кубок Династії 1990        | -    |          |
| 6-9-1990   | Сеул              | Південна Корея    | 1 – 0                 | Австралія         | товариський матч           | -    |          |
| 9-9-1990   | Пусан             | Південна Корея    | 1 – 0                 | Австралія         | товариський матч           | -    | 46'      |
| 23-9-1990  | Пекін             | Південна Корея    | 7 – 0                 | Сінгапур          | Літні Азійські ігри 1990   | -    |          |
| 25-9-1990  | Пекін             | Пакистан          | 0 – 7                 | Південна Корея    | Літні Азійські ігри 1990   | -    |          |
| 27-9-1990  | Пекін             | Південна Корея    | 2 – 0                 | КНР               | Літні Азійські ігри 1990   | -    |          |
| 1-10-1990  | Пекін             | Південна Корея    | 1 – 0                 | Кувейт            | Літні Азійські ігри 1990   | -    |          |
| 3-10-1990  | Пекін             | Південна Корея    | 0 – 1                 | Іран              | Літні Азійські ігри 1990   | -    | 90'      |
| 11-10-1990 | Пхеньян           | Північна Корея    | 2 – 1                 | Південна Корея    | товариський матч           | -    |          |
| 23-10-1990 | Сеул              | Південна Корея    | 1 – 0                 | Північна Корея    | товариський матч           | -    |          |
| Усього     |                   | Матчів            | 94                    |                   | Голів                      | 1    |          |

## Титули і досягнення
- Переможець Азійських ігор: 1986
- Бронзовий призер Азійських ігор: 1990
- Срібний призер Кубка Азії: 1988